# Die Weberinnen
Die Weberinnen (Originaltitel: griechisch Οι υφάντρες i yfandres, bzw. Großmutter bei der Arbeit, wie sie mit 114 Jahren spinnt; Giagia stin doulia, opos gnethi sta 114 chronia tis, oder Großmutter Despina, Baba Despina mazedonisch Баба Деспина, griechisch Η γιαγιά Δέσποινα, turkmenisch Büyükanne Despina, en.: The Weavers) ist ein 60-sekündiger stummer Schwarz-Weiß-Dokumentarfilm, der 1905 von den als Filmpioniere des Balkans geltenden Brüder Manaki gedreht wurde. Er entstand auf dem Hof des Landhauses der Familie Manaki im kleinen aromunischen Dorf Avdella in der osmanischen Provinz Monastir und zeigt die 114-jährige Großmutter Despina sowie weitere weibliche Mitglieder der Familie beim Spinnen und Weben. Er wird häufig irrtümlich als erster Film des Balkans und im Osmanischen Reich angesehen, tatsächlich wurden auf der Halbinsel aber bereits einige Jahre zuvor angelsächsische Reise- und Expeditionsfilme gedreht wie z. B. 1903/04 Der Krieg in Mazedonien von C. Rider Noble.
Der Film wurde mit einer aus London importierten 35-mm-Urban-Bioscope-Kamera gedreht.

## Referenzen
Ein Ausschnitt des Filmes ist am Anfang des Dramas Der Blick des Odysseus (1995) von Theo Angelopoulos zu sehen.